# Comuna Poroina Mare, Mehedinți
Poroina Mare este o comună în județul Mehedinți, Oltenia, România, formată din satele Fântânile Negre, Poroina Mare (reședința), Stignița și Șipotu.
ISTORIC
"Poroina Mare este comună din judeţul Mehedinţi, care, potrivit legii administrativ- teritoriale din 1968, este formată din satele Poroina Mare, Fântânile Mari, Fântânile Negre, Stigniţa şi Şipotu. Este aşezată în partea centrală a judeţului, într-un relief deluros (dealurile Cioaca lui Lină, Gorineştilor, Ciobanului, Furcilor, Oreviţa, Colibăşarului, Cioclovinelor,Bucovăţ, Şipotu, Poroinei, Ostreşeva, Stignicioara ş.a.). Suprafaţa: 57 km.p. Populaţia: 1922 loc. în 1945, 3251 loc. în 1970, 2635 loc. în 1977, 1768 loc. în 1992 şi 1422 loc. în 2002. Densitatea: 45 loc./km.p. în 1977 şi 30 loc./km.p. în 1992. Dispune de 5017 ha suprafaţă agricolă din care 4357 ha arabil, 199 ha păşuni şi fâneţe şi 461 ha vii şi livezi.
Sub aspect administrativ, este comună rurală din anul 1864, formată astfel: din satele Poroina Mare şi Fântânile Negre (1864-1892); Poroina Mare, Fântâna Mare şi Novaci (1892-1925); Poroina Mare, Fântâna Mare şi Şipotul (1925-1942, 1945-1950) şi din Poroina Mare, Fântâna Mare, Fântânile Negre, Şipotu, Valea Porumbului şi Valea Prunişorului (1942- 1945, 1951-mai 1968).
Satul Poroina Mare, până în 1835 numit Poroina, apoi Poroina Mare, spre a se deosebi de Poroina Mică (până în 1835 Gura Poroinii), este atestat de un hrisov din 1578- 1579. În 1692 sunt menţionaţi Laţco, Crăciun ş.a. poroineni, care aveau Oreviţa Mitropoliei. În 1694 Laţco Poroineanul şi vărul său Crăciun cu ceata lor au hotărnicit Poroina cu 12 megiaşi. În 1696 sunt atestaţi moşnenii Poroineni. În 1721/1722 Fr. Schwantz înregistrează Poroina ca sat locuit. În 1819 avea 123 de familii plătitoare de bir, iar harta rusă din 1835 a înregistrat 190 de familii. Satul, în exclusivitate, a avut o populaţie de: 811 loc. în 1945, 890 loc. în 1977, 580 loc. în 1992 şi 462 loc. în 2002.
Serviciul Judeţean Mehedinţi al Arhivelor Naţionale a preluat de la administraţia comunei Poroina Mare o cantitate de circa 9,00 m.l. documente, care oferă informaţii privind: numărul de clăcaşi împroprietăriţi prin legea rurală din 1864, efectivele de animale pe specii şi satele componente ale primăriei (1914-1917), funcţionarea băncii populare "Unirea" din comună, proiectul expoziţiei etnografice a judeţului Mehedinţi (cu prilejul centenarului oraşului Turnu Severin), resursele comunei şi oamenii nevoiaşi (1922), bugetele anuale de venituri şi cheltuieli şi execuţia lor, indicatorii producţiilor agricole şi cei economico-sociali în profil teritorial, păşunea (islazul) comunală, proprietarii de mori din comună (1936), recensămintele animalelor şi bunurilor rechiziţionabile, recensămintele populaţiei, localurile de şcoală din comună, maşinile de treierat (1937, 1939-1945), starea financiară a comunei (1937), drumurile comunale, proprietarii cu suprafeţe de 10-50 ha, lucrările edilitare planificate pentru perioada 1940-1945, desfăşurarea campaniilor agricole anuale, proprietarii de iepe, armăsari şi tauri din comună (1940), arendarea unor terenuri comunale, abuzurile legionarilor (1941), bunurile primăriei (1942), evidenţa chiaburilor din comună, schimburile de terenuri (1951-1952), cotele şi colectările impuse populaţiei, desfăşurarea sesiunilor şi şedinţelor comitetului executiv al sfatului popular comunal cu problematica lor, activitatea deînvăţământ, cultură şi sănătate, "transformarea socialistă" a agriculturii, dislocaţii din comună, lucrările executate din contribuţia în bani şi muncă a populaţiei, alegerile de deputaţi în sfatul popular comunal, construcţiile realizate de populaţie din fonduri proprii, gospodărirea şi înfrumuseţarea comunei, fondul silvic comunal, electrificarea comunei, construirea localului de şcoală cu 8 clase (1969), sistematizarea centrului civic al comunei etc." (Sursa: SERVICIUL JUDEŢEAN MEHEDINŢI AL ARHIVELOR NAŢIONALE, PRIMĂRIA COMUNEI POROINA MARE)

## Demografie
Componența etnică a comunei Poroina Mare
     Români (82,56%)
     Alte etnii (17,44%)
Componența confesională a comunei Poroina Mare
     Ortodocși (82,1%)
     Alte religii (0,23%)
     Necunoscută (17,67%)
Conform recensământului efectuat în 2021, populația comunei Poroina Mare se ridică la 866 de locuitori, în scădere față de recensământul anterior din 2011, când fuseseră înregistrați 1.048 de locuitori. Majoritatea locuitorilor sunt români (82,56%). Din punct de vedere confesional, majoritatea locuitorilor sunt ortodocși (82,1%), iar pentru 17,67% nu se cunoaște apartenența confesională.

## Politică și administrație
Comuna Poroina Mare este administrată de un primar și un consiliu local compus din 9 consilieri. Primarul, Valentin-Laurențiu Anuța[*], de la Partidul Social Democrat, este în funcție din octombrie 2020. Începând cu alegerile locale din 2024, consiliul local are următoarea componență pe partide politice:
|  | Partid                    | Consilieri | Componența Consiliului | Componența Consiliului | Componența Consiliului | Componența Consiliului | Componența Consiliului | Componența Consiliului | Componența Consiliului |
|  | ------------------------- | ---------- | ---------------------- | ---------------------- | ---------------------- | ---------------------- | ---------------------- | ---------------------- | ---------------------- |
|  | Partidul Social Democrat  | 7          |                        |                        |                        |                        |                        |                        |                        |
|  | Partidul Național Liberal | 2          |                        |                        |                        |                        |                        |                        |                        |